# La Plaine de Thèbes en Haute-Égypte
La Plaine de Thèbes en Haute-Égypte est un tableau réalisé en 1857 par le peintre français Jean-Léon Gérôme. Cette peinture à l'huile sur toile, de format horizontal de 76 × 131 cm, représente les colosses de Memnon au loin dans la plaine à Thèbes. L'œuvre est conservée au Musée d'Arts de Nantes.
Présentée à Paris au salon de 1857, elle sera achetée par le musée à l'artiste au salon de Nantes en 1858.
Le musée de Nantes conserve six œuvres de Jean-Léon Gérôme : Le Prisonnier, Tête de femme coiffée de cornes de bélier, Pifferaro, une sculpture représentant Paul Baudry et le dessin préparatoire de Vue de la plaine de Thèbes au crayon noir sur vergé blanc de 23 par 34 cm est acheté en 1977.
Outre les deux colosses de Memnon se dressant sur l'horizon de la plaine à Thèbes, figurent, au premier plan à droite, quelques ruines du Temple des millions d'années d'Amenhotep III, avec le pied d’une colonne et un bas-relief portant des hiéroglyphes.  
Au second plan, on voit une caravane d’une demi-douzaine de chameaux se dirigeant vers les colosses sur la gauche, de dos. Des collines et des arbres sont visibles au loin.
Les coloris tendent au monochrome avec une déclinaison d’ocres, de roses et de bleu pâle, ce qui contraste avec le recours habituel de l’artiste aux couleurs chatoyantes. 
La signature de l’artiste se trouve en bas à droite sur la base d'une colonne : J.L. Gérôme, MDCCCLVII
Il existe une esquisse de ce sujet au musée cantonal des Beaux-Arts de Lausanne : une caravane passant près des colosses de Memnon ; 1856, une huile sur toile de 40 × 62 cm, acquise en 2015.

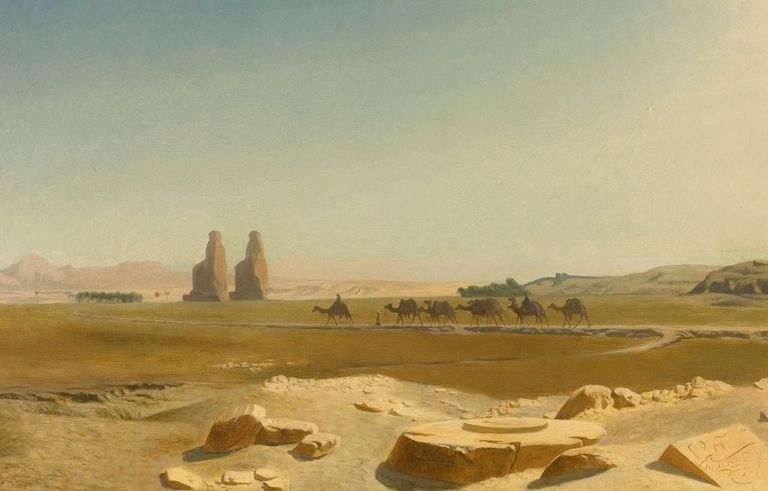
Étude pour La Plaine de Thèbes en Haute-Égypte.
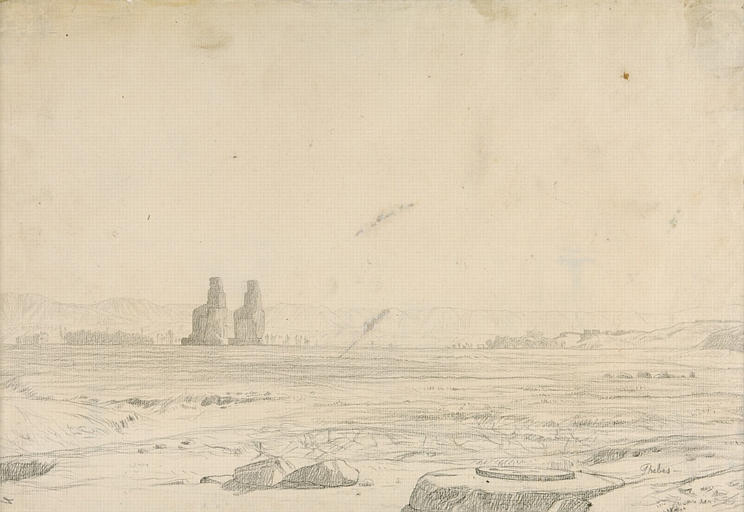
Étude aux crayons.
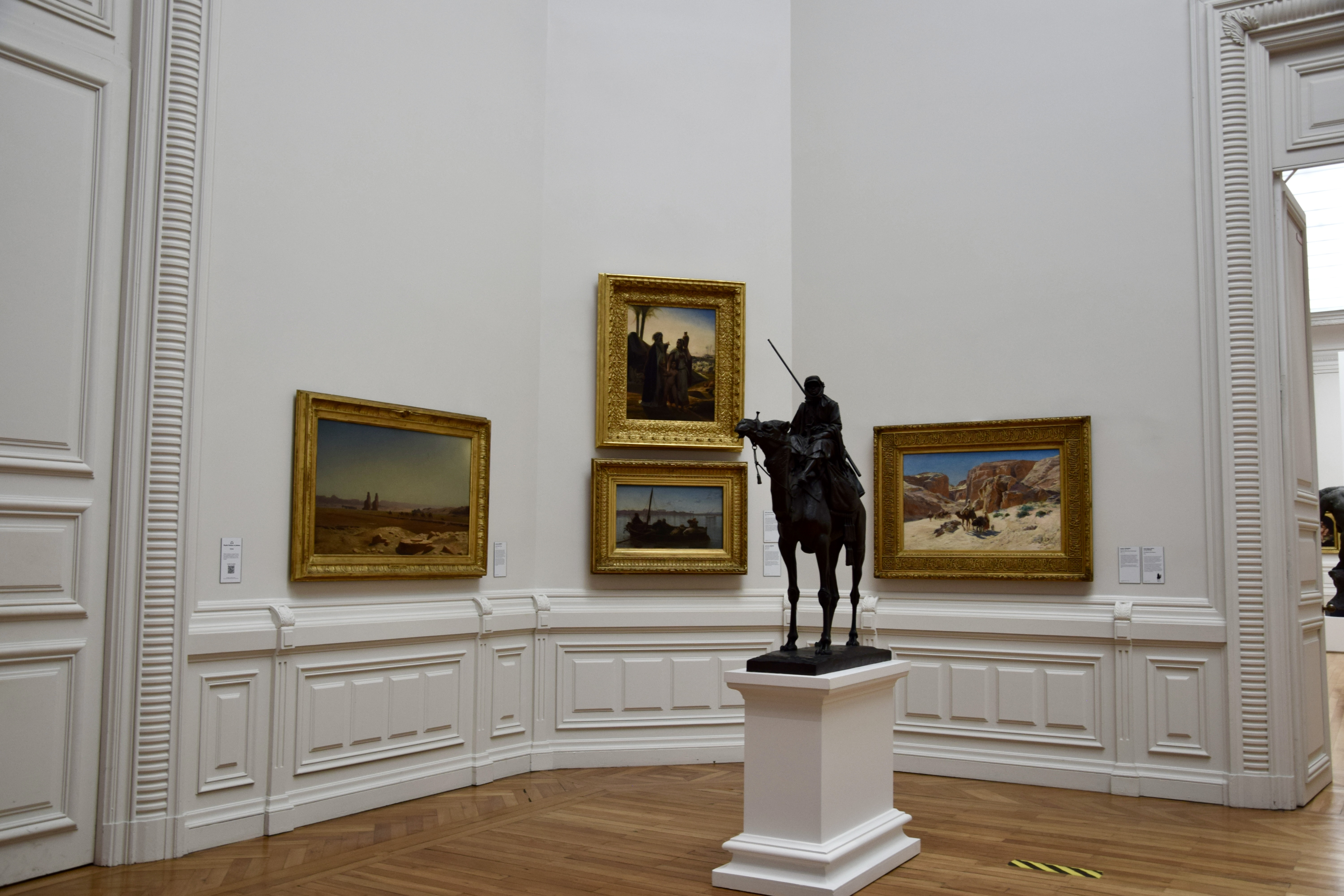
Le tableau au musée de Nantes.

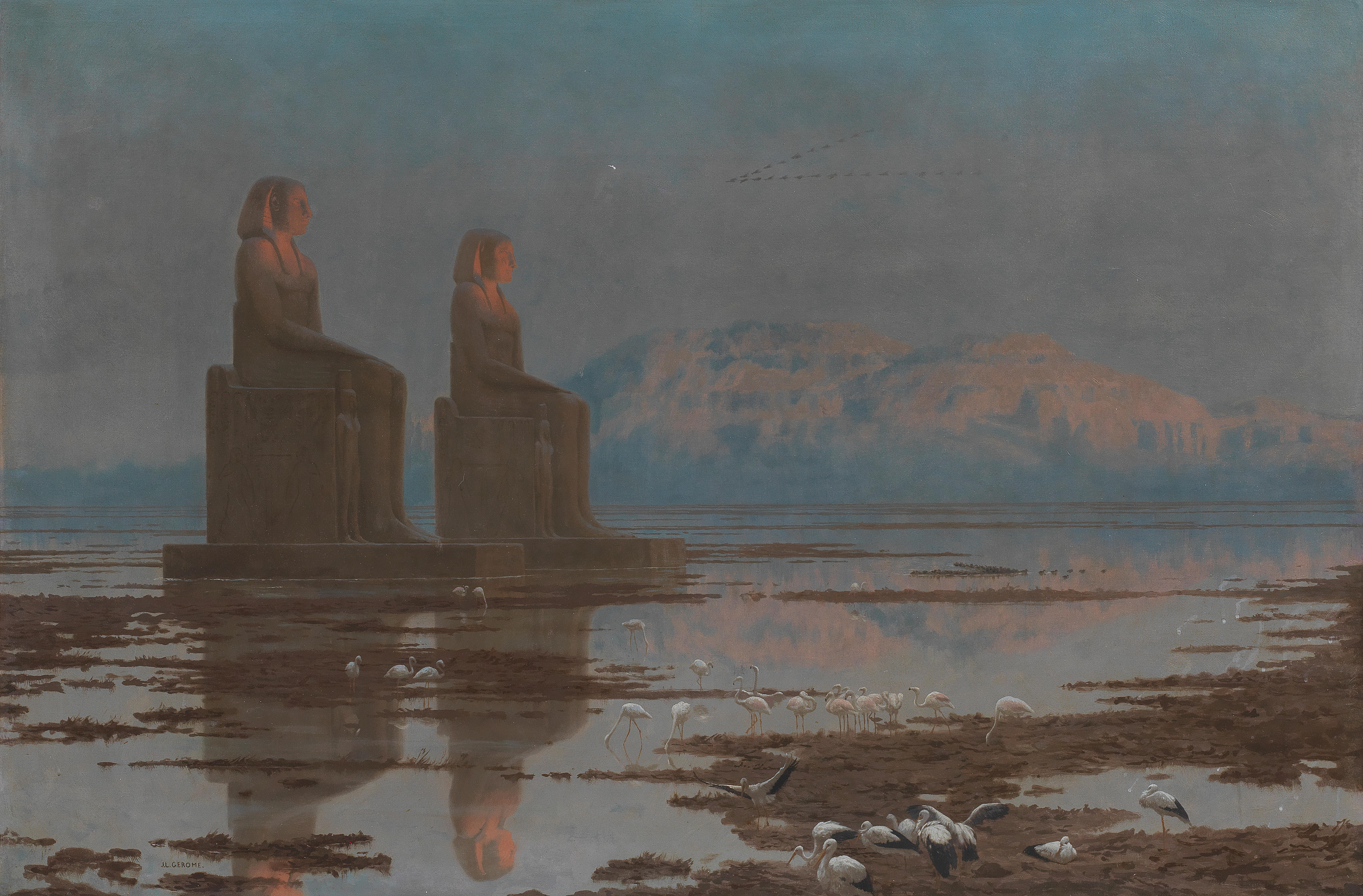
La Plaine de Thèbes durant l'inondation du Nil.
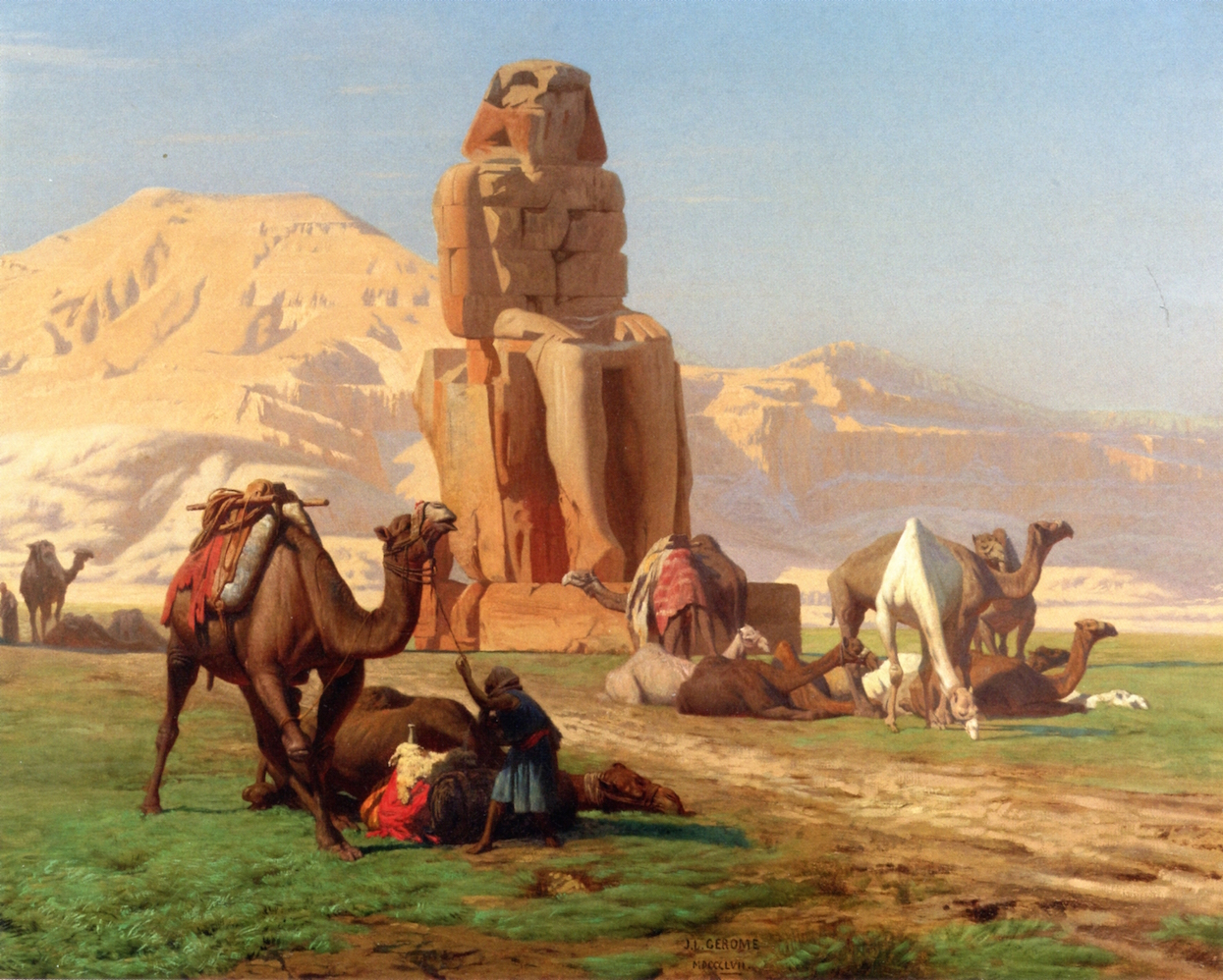
Les colosses de Memnon.
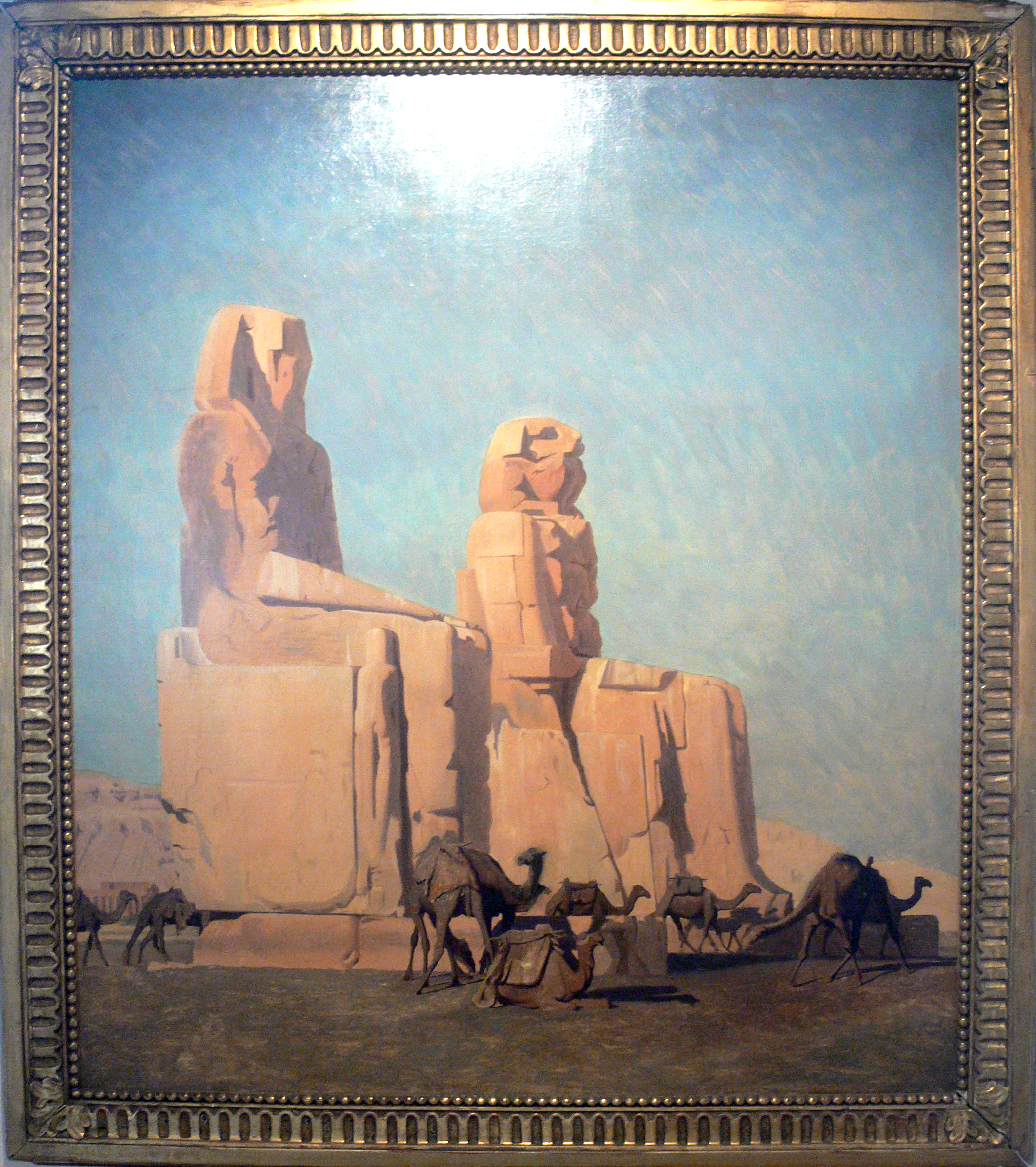
Les Colosses de Thèbes, Memnon et Sésostris.